# Чейзі (переписна місцевість, Нью-Йорк)
Чейзі (англ. Chazy) — переписна місцевість (CDP) в США, в окрузі Клінтон штату Нью-Йорк. Населення — 548 осіб (2020).

## Географія
Чейзі розташоване за координатами 44°53′27″ пн. ш. 73°25′45″ зх. д. / 44.89083° пн. ш. 73.42917° зх. д. (44.890851, -73.429200).  За даними Бюро перепису населення США в 2010 році переписна місцевість мала площу 4,44 км², з яких 4,39 км² — суходіл та 0,05 км² — водойми.

## Демографія
Згідно з переписом 2010 року, у переписній місцевості мешкало 565 осіб у 228 домогосподарствах у складі 157 родин. Густота населення становила 127 осіб/км².  Було 249 помешкань (56/км²).
Расовий склад населення:
| - 96,6 % — білих - 0,9 % — чорних або афроамериканців - 0,5 % — азіатів |

До двох чи більше рас належало 1,8 %. Частка іспаномовних становила 1,1 % від усіх жителів.
За віковим діапазоном населення розподілялося таким чином: 24,4 % — особи молодші 18 років, 60,6 % — особи у віці 18—64 років, 15,0 % — особи у віці 65 років та старші. Медіана віку мешканця становила 38,1 року. На 100 осіб жіночої статі у переписній місцевості припадало 89,6 чоловіків;  на 100 жінок у віці від 18 років та старших — 93,2 чоловіків також старших 18 років.
Середній дохід на одне домашнє господарство  становив 60 634 долари США (медіана — 49 028), а середній дохід на одну сім'ю — 61 849 доларів (медіана — 48 125). За межею бідності перебувало 10,0 % осіб, у тому числі 10,0 % дітей у віці до 18 років та 10,7 % осіб у віці 65 років та старших.
Цивільне працевлаштоване населення становило 153 особи. Основні галузі зайнятості: освіта, охорона здоров'я та соціальна допомога — 27,5 %, публічна адміністрація — 24,2 %, роздрібна торгівля — 13,1 %, будівництво — 13,1 %.